# 天山矢车菊
天山矢车菊（学名：Centaurea kasakorum）为菊科矢车菊属的植物。分布于俄罗斯、欧洲以及中国大陆的新疆等地，生长于海拔1,000米至1,400米的地区，多生长于阳坡草丛中，目前已由人工引种栽培。